# Serhij Skatsjenko
Serhij Skatsjenko (18 november 1972) is een Oekraïens voormalig voetballer.

## Oekraïens voetbalelftal
Skatsjenko debuteerde in 1994 in het Oekraïens nationaal elftal en speelde 17 interlands, waarin hij 3 keer scoorde.